# 瓦西里·格罗阿珀
瓦西里·格罗阿珀（羅馬尼亞語：Vasile Groapă，1955年3月23日—），罗马尼亚男子举重运动员。他曾代表罗马尼亚参加1980年和1984年夏季奥林匹克运动会举重比赛，其中1984年奥运会获得一枚银牌。